# アントン・ルビンシテイン

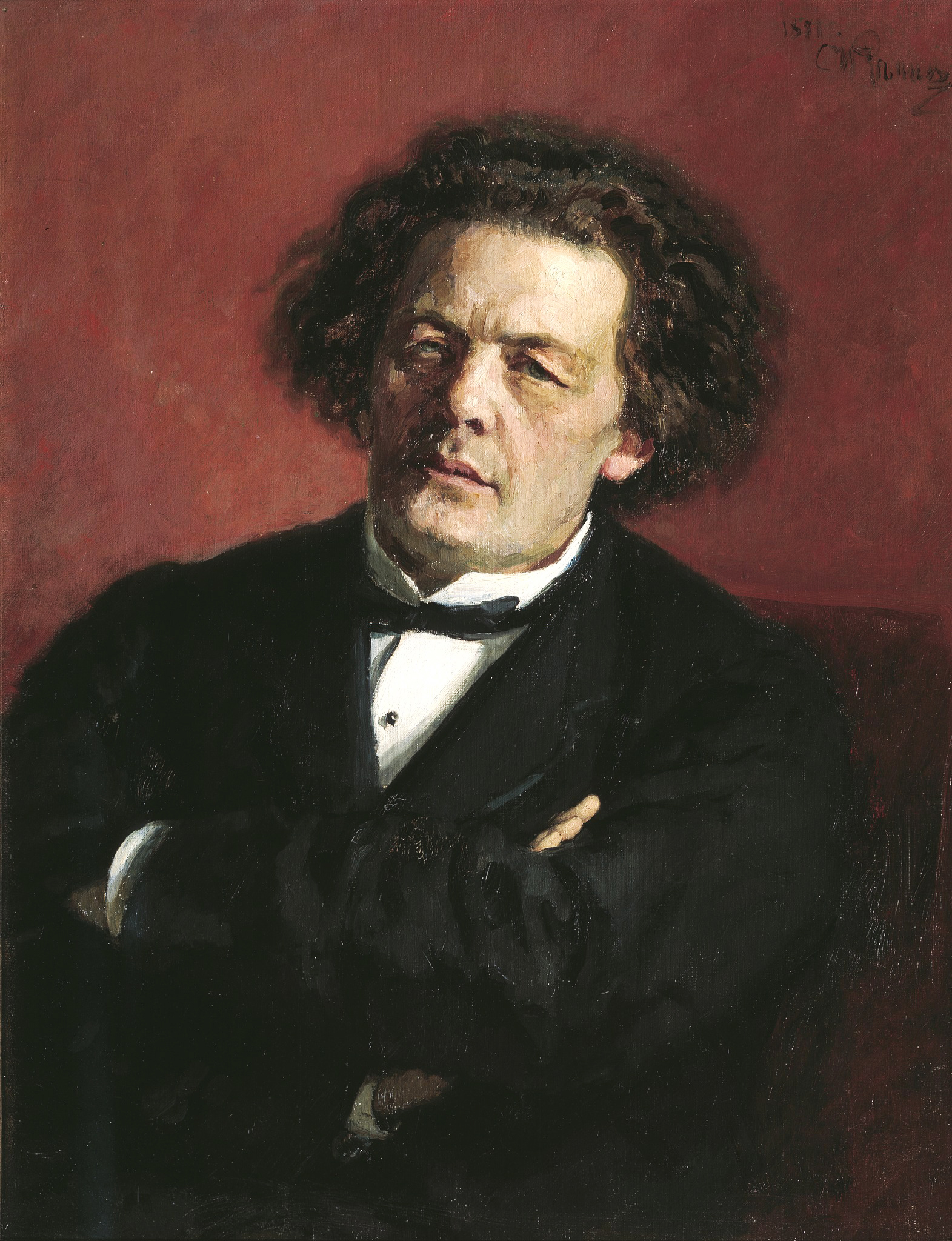
イリヤ・レーピン画

アントン・グリゴリエヴィチ・ルビンシテイン（ロシア語: Анто́н Григо́рьевич Рубинште́йн,　英語: Anton Grigoryevich Rubinstein, 1829年11月28日 - 1894年11月20日）は、ロシアの作曲家、ピアニスト、指揮者。姓は日本ではドイツ語風にルービンシュタインと表記されることも多い。
弟のニコライも著名なピアニストである。ポーランド出身でアメリカで活躍した20世紀のピアニスト、アルトゥール・ルービンシュタインと血縁関係はない。

## 略歴
ロシア領ポドリスク地方ヴィフヴァチネツ（Вихватинец, 現在のモルドバ共和国/沿ドニエストル共和国のオファティンツィ）にユダヤ系ロシア人の家庭に生まれる。父は鉛筆製造業者で、母はポーランド出身だった。2歳の時に父方の祖父の要望により一家でロシア正教に改宗。
5歳で母からピアノを教わったのちアレクサンドル・ヴィルアンに師事し、9歳で演奏会を開く。その後ヴィルアンと共にパリへ渡り、パリ音楽院への入学を目指すが失敗。だがサル・エラールで演奏会を開いたのが縁でフレデリック・ショパン、フランツ・リストと面識を持つ。その後、ヨーロッパからロシアにかけて演奏会を開いて成功を収める。1844年にはベルリンでフェリックス・メンデルスゾーンとジャコモ・マイアベーアの知遇を得、マイアベーアの勧めて弟ニコライと共にジークフリート・デーンに作曲と音楽理論を学び、後にはアドルフ・ベルンハルト・マルクスにも学ぶ。
ロシアを含むヨーロッパやアメリカで精力的に演奏会を開き、ロシアのピアニストとして初めて世界的名声を博してロシア・ピアノ流派の祖となった。また、1862年にロシア最初の専門的な音楽教育機関であるサンクトペテルブルク音楽院を創設し、1859年にはロシア音楽協会を創設した。それまでオペラ中心であったロシアの音楽活動に交響曲や管弦楽、室内楽曲などを持ち込ませるなど、ヨーロッパの音楽的伝統をロシアに根付かせるために、彼はオペラから歌曲までのすべてのジャンルで作曲した。これはロシア人では初めてのことだった。
尊敬していたベートーヴェンと容貌がよく似ていたことから「ヴァン二世」と呼ばれていた。彼はこれまでの合唱聖歌コンチェルトに代わって正教徒のための「宗教オペラ」というジャンルを創出し、没年までこのジャンルに没頭した。
ルビンシテインは自身のピアノ演奏を録音に残さなかったものの、彼自身の肉声は蓄音機に録音されており、その現存するシリンダーレコードからは、弟子で親友でもあったチャイコフスキーの肉声も同時に聴くことが出来る。

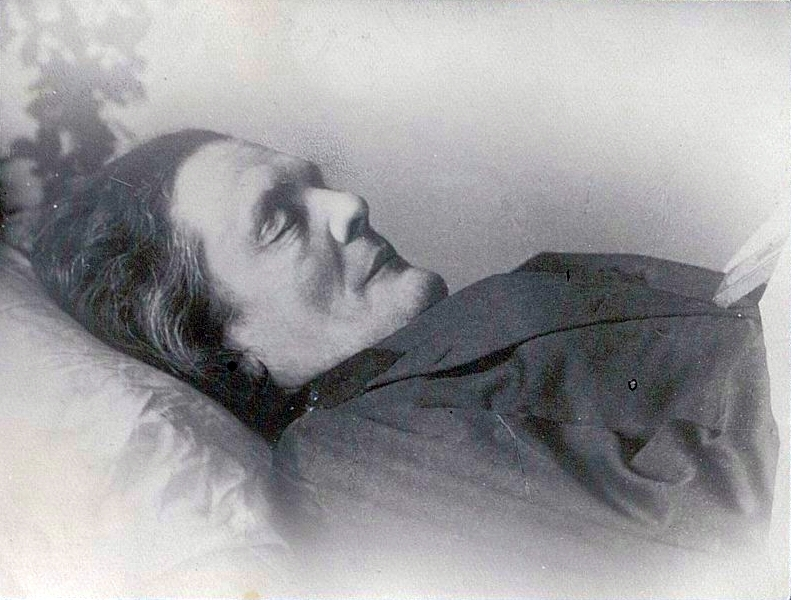
死の床のルビンシテイン

晩年は心臓を病み、ペテルブルク近郊のペテルゴフに没した。ペテルブルクのアレクサンドル・ネフスキー大修道院に埋葬されている。国際コンクール制度、国際マスタークラス制度など、彼の発明は現在でも楽壇に残っている。

## 作品
あらゆるジャンルに膨大な作品を残したが、若干の協奏曲、ピアノ曲と歌曲を除いてはほとんど演奏される機会はなくなってしまった。
ドイツで学んだ経歴もあり、ドイツ・ロマン主義的で保守的な作風は民族主義的作曲家グループロシア5人組と対立した。ただし、『交響曲第5番』、『ピアノ協奏曲第4番』などのような民族色の強い作品も残している。ロシアでは「西欧楽派」とされることもあるチャイコフスキーとルビンシテイン兄弟の仲は悪くなかった。
また、極限かつ非現実的な大作志向であり、2度の改訂の結果全7楽章・約70分にまで拡大した『交響曲第2番』、約50分を要する難曲『ピアノ協奏曲第5番』などのような長大な作品も残した。彼は楽譜にアーティキュレーションや強弱を大まかにしか書かないという癖があり、このおかげで演奏家によって大きく解釈が異なる結果が生まれる。
現在ではCD録音でリバイバルが進行中である。複数の出版社を渡り歩いたので、未だに全集を編纂する状態には至っていない。ピアノ小品は、現在もロシアの教育の現場で使用されている。

### 舞台作品

#### 歌劇
- ドミートリー・ドンスコイ（英語版） 1849/50.
- The Siberian Hunters (Sibirskiye okhotniki). 1852. (premiered 1854 under Franz Liszt's baton)
- Fomka the Fool
- Die Kinder der Heide (Children of the Steppes) (premiered 1861 in Vienna.)
- フェラモルス（英語版）1862.
- デーモン（英語版） 1871. ‐レールモントフの詩「悪魔（Демон」を基とする
- Die Maccabäer. 1872-4.
- ネロ（英語版） 1875-6.
- The Merchant Kalashnikov. 1877-9., (premiered 1880) ‐レールモントフの詩「商人カラーシニコフの歌」を基とする
- Unter Räubern, 1883.
- Der Papagei. (The Parakeet.) 1884.
- Gorjuša (The Sorrowful One) 1888

#### 宗教オペラ
- Der Thurm zu Babel, Op. 80. 1870. (Sacred opera in one act)
- Sulamith. 1882/3. (Biblical representation) Hamburg 1883
- Das verlorene Paradies, Op. 54. (sacred opera) (Libretto written by 1855?)review (published by Leipzig : Bartholf Senff, around 1860. Text freely after John Milton)
- Moses, Op. 112. (sacred opera), Riga 1894
- Christus, Op. 117. (sacred opera), Bremen 1895
- Cain (unfinished) (sacred opera)

#### バレエ
- Die Rebe (La vigne, The Grapevine) (1881) (staged 1893 by Emil Graeb for the Court Opera Ballet in Berlin)

### 交響曲
- 第1番 ヘ長調 Op.40 (1859)
- 第2番 ハ長調 Op.42「大洋」（1851/1863/1880）
- 第3番 イ長調 Op．56 (1862)
- 第4番 ニ短調 Op.95「ドラマティック」 (1874)
- 第5番 ト短調 Op．107「ロシア的」(1880)
- 第6番 イ短調 Op.111　　　　　（1886）

### 管弦楽曲
- ゲーテによる音楽の肖像画 Op. 68
- イワン雷帝 Op. 79(1869)
- ドン・キホーテ Op. 87
- 英雄幻想曲 Op. 110(1884)

### 協奏曲
- ピアノ協奏曲第1番ホ短調 Op．25（1850)：師匠のアレクサンドル・ヴィルアン（ロシア語版）に献呈。
- ピアノ協奏曲第2番ヘ長調 Op．35 （1851）
- ピアノ協奏曲第3番ト長調 Op.45（1853 - 54）
- ヴァイオリン協奏曲　ト長調 op.46(1857)
- ピアノ協奏曲第4番ニ短調 Op.70 （1864）：フェルディナント・ダヴィッドに献呈。
- ピアノ協奏曲第5番変ホ長調 Op．94 （1874）：シャルル＝ヴァランタン・アルカンに献呈。
- ロシア奇想曲 op．102
- コンツェルトシュテュック　変イ長調 op．113(1889)

### 室内楽曲
- チェロ・ソナタ第1番 ニ長調 op.18(1852)
- チェロ・ソナタ第2番 ト長調 op.39(1857)
- ピアノ三重奏曲第3番 op.52(1857）
- ピアノと管楽器のための五重奏曲 op.55(1855）
- 弦楽四重奏曲（全10曲）
- ピアノ五重奏曲（全2曲）

### ピアノ曲
- オンディーヌop．1
- ピアノソナタ(4曲)
- 2つのメロディ Op.3(1852)
  - 第1番 「ヘ調のメロディー」
- 石の島（カーメンヌイ・オストロフ） Op.10(1853-54)
  - 第22番 「天使の夢」
- 3つのカプリース　Op．21
- 3つのセレナーデ　Op．22
- 6つの練習曲 Op.23(1849-50)
  - 第2番 「スタッカート・エチュード」
- 6つの前奏曲Op．24
- 2つの小品Op．30
- ペテルブルクの夜会Op．44(1860)
- 性格的描写Op．50
- ペテルホッフのアルバムOp．75(1866)
- 幻想曲ホ短調Op．77
- 諸民族の舞曲集Op．82(1868)
- 主題と変奏Op．88
- 9つの雑曲集Op．93(1872-73)
  - 第8番「ヤンキー・ドゥードゥルによる変奏曲」
- 着飾った舞踏会Op．103(1879)
- 音楽の夜会Op．109
- ドレスデンの想い出Op．118
- ポルカ ハ長調Op．121
- 3つの舟歌
- ワルツ・カプリース　変ホ長調(1870)
- ロシアのセレナード
- ワルツ 変イ長調

### 歌曲
- 6つの歌op.8(1850)
- 6つの歌op.32(1856)
- ミルザー・シャフィによる12の歌（ペルシャの歌）op.34(1854)
- 夜op.41-1a
- 12の二重唱曲op.48(1852)
- 5つの寓話op.64(1849-50)
- 6つの歌op.72(1864)
- 12の歌op.78(1868)
- 10の歌op.83(1869)
- バラード(1891)
- 歌手

## 芸風
あまり知られていないが、ピアノソナタやピアノ変奏曲の全楽章・全曲を演奏したのちに拍手をもらうピアノのリサイタル形式を確立したのがルビンシテインである。それまでは楽章の抜粋のみを演奏することは珍しくなかった。これがヨーロッパに逆輸入されて現在に至る。シューマンやショパン、リスト、ベートーヴェンは十八番であり、しばしば長時間に及んだ。残されたプログラムを見る限り、全曲で3時間越えといったものもあった。
彼の演奏は賛否両論が大きく「FFかPPしかない」といったものから「ライオンのような巨大な表現」までさまざまである。また冗談のセンスも高く、アメリカ演奏旅行中に披露した「ヤンキー・ドゥードゥル変奏曲」といったものまで残されている。
生前に評価した後継者がアントン・ルビンシテイン国際音楽コンクール優勝者のフェルッチョ・ブゾーニであり、ブゾーニのピアノ協奏曲にはルビンシテインの大作志向が反映している。アルフレッド・コルトーは幼少時にしかレッスンを受けられなかったため、ルビンシテインがどこまでコルトーを買ったのかはわかっていないが、体系的にショパンやシューマンの主要作品を全曲録音する指向はルビンシテインの悲願でもあった。

## 受容
20世紀前半、瞬く間に彼の作品は主要作品の絶版の為「完全に」忘れられた。
このため21世紀に入っても本家直伝の作品解釈の継承は、今後演奏家が積極的に演奏に関っても恐らく不可能かと思われる。テンポ設定にメトロノーム記号を書くことを嫌った為、かなりテンポの増減の大きな感傷的演奏であったといわれるが、伝聞情報に過ぎず憶測の域を出ない。彼は、イタリア語表記に加えX分音符イコールのあとに何も書かれない珍しい M.M.指定を良しとした。ラリー・シツキーは全てのルビンシテインのピアノ作品（及びピアノと管弦楽の為の作品）の収集に成功し、作品目録の完全版を作ることに成功した。グリーンウッドから出版されており、詳細なリサーチが見られる。
ルビンシテインのほぼ大部分のピアノ作品は、金澤攝によって日本初演済である。レスリー・ハワードやジョセフ・バノヴェツも質の高いCD録音を世に出している。ルビンシテインのピアノ曲が再評価されたのはラリー・シツキー、ファビオ・グラッソ、マルカンドレ・アムラン、レスリー・ハワード、金澤攝、ミッシャ・レヴィツキといった一連のコンポーザー=ピアニストの熱心な擁護が大きい。